# FTE automotive
Die FTE Automotive Gruppe (ursprünglich „FahrzeugTechnik Ebern“) war ein weltweit tätiger Automobilzulieferer im Bereich „Entwicklung und Produktion von Anwendungen im Antriebsstrang und Bremssystem“ für die Automobilindustrie. Das für alle namhaften Automobilhersteller tätige Unternehmen beschäftigte weltweit bis zu rund 3800 Mitarbeiter und unterhielt bis zu 11 Produktionsstätten.
Der Firmensitz war Ebern im östlichen Unterfranken. FTE entstand 1943 als Geschäftsbereich der Schweinfurter FAG Kugelfischer, von der es 1993 als FTE Automotive GmbH ausgegliedert wurde. Eigentümerin des Unternehmens war ab 2002 der britische Investor HgCapital, der das Unternehmen später an den französischen Investor PAI Partners verkaufte. Ab 2013 gehörte FTE der in Boston ansässigen Private-Equity-Gesellschaft Bain Capital. Am 2. Juni 2016 verkaufte Bain Capital FTE Automotive an den französischen Automobilzulieferer Valeo für 819,3 Mio. Euro. Die Transaktion wurde am 31. Oktober 2017 abgeschlossen, seitdem firmiert das Unternehmen als Valeo Powertrain GmbH als Teil des Geschäftsbereichs „Actuators & Sensors“ (Aktorik & Sensorik) der Valeo-Division „Powertrain“ (Antriebsstrang), seit April 2024 „Valeo Power Division“.
Mit Stand vom Ende 2024 bleibt das Ersatzteil-Produktsortiment im Aftermarket weiterhin unter der Marke „FTE a Valeo brand“ erhalten.

## Ehemalige Produktionsstandorte
- FTE automotive GmbH, Ebern,  Deutschland
- FTE automotive Möve GmbH, Mühlhausen,  Deutschland
- FTE automotive systems GmbH, Fischbach (Ebern),  Deutschland

- FTE automotive China, Taicang Co.Ltd.,  Volksrepublik China
- FTE automotive Czechia s.r.o., Podborany,  Tschechien
- FTE automotive Slovakia s.r.o, Prešov,  Slowakei
- FTE automotive USA Inc., Auburn Hills,  Vereinigte Staaten
- FTE Industria e Comercio Ltda, São Paulo,  Brasilien
- FTE Mexicana S.A. de C.V, Puebla,  Mexiko

Joint Venture:
- APG-FTE automotive Co. Ltd., Hangzhou,  Volksrepublik China
- SFMC s.r.o., Prešov,  Slowakei

## Produkte
Das Unternehmen produzierte eine Vielzahl von Anwendungen im Antriebsstrang und Bremssystem:
- Bremskraftverstärker
- Doppelzentralausrücker[4]
- Elektrische Schmierölpumpe[5]
- Gangstellermodul[6]
- Parksperrenzylinder
- Kühlölventil
- Austauschbremssättel
- Bremsschläuche
- Elektrohydraulische Aktuatoren[7]
- Kupplungsgeberzylinder
- Kupplungsnehmerzylinder
- Kupplungsleitungen
- Trommelbremsen
- Zentralausrücker

Zum Produktportfolio gehörten auch elektrische Sensoren und Zubehörteile.